# Лудория в блатото
„Лудория в блатото“ (на английски: Romp in a Swamp) е американски анимационен филм от 1959 година, създаден от Уолтър Ланц като част от поредицата за Уди Кълвача.

## В ролите
Персонажите във филма са озвучени с гласовете на:
- Грейс Стафорд като Уди Кълвача
- Доус Бътлър като Али Гейтър[1]